# Maldegem
Maldegem este o comună neerlandofonă situată în provincia Flandra de Est, regiunea Flandra din Belgia. La 1 ianuarie 2008 avea o populație totală de 22.397 locuitori. 

## Geografie
Comuna actuală Maldegem a fost formată în urma unei reorganizări teritoriale în anul 1977, prin înglobarea într-o singură entitate a 3 comune învecinate. Suprafața totală a comunei este de 94,64 km². Comuna este subdivizată în secțiuni, ce corespund aproximativ cu fostele comune de dinainte de 1977. Acestea sunt:
| - I. Maldegem - IV. Kleit - V. Donk - II. Adegem - III. Middelburg |

Localitățile limitrofe sunt:
| În Belgia: | În Olanda:     |
| - a. Sint-Laureins - b. Eeklo - c. Oostwinkel (Zomergem) - d. Ursel (Knesselare) - e. Knesselare - f. Oedelem (Beernem) - g. Sijsele (Damme) - h. Moerkerke (Damme) - i. Lapscheure (Damme) | - Comuna Sluis |

## Localități înfrățite
- Franța: Ermont;
- Germania: Lampertheim;
- Țările de Jos: Wierden;
- Italia: Adria.

1. ↑  Crossroad Bank of Enterprises, accesat în 4 septembrie 2023